# Catherine Murphy
Catherine Murphy (Dublín, 1 de septiembre de 1953) es una expolítica socialdemócrata irlandesa que se desempeñó como Teachta Dála (TD) por el distrito electoral de Kildare North de 2011 a 2024, y anteriormente de 2005 a 2007. Fue líder fundadora y conjunta de los Socialdemócratas entre 2015 y 2023.

## Carrera política

### Partido de los Trabajadores y la Izquierda Democrática
Inicialmente se involucró en la política a través de campañas contra los altos costos de los servicios locales en Leixlip y se unió al Partido de los Trabajadores en 1983. Ocupó su primer cargo político en 1988, cuando fue elegida para la Comisión de la ciudad de Leixlip. Se presentó sin éxito como candidata del Partido de los Trabajadores para el distrito electoral de Leinster en las elecciones al Parlamento Europeo de 1989 y para el distrito electoral de Kildare en las elecciones generales de 1989.
Fue elegida en las elecciones del Consejo del Condado de Kildare de 1991. Cuando el Partido de los Trabajadores se dividió en 1992, se afilió a la nueva Izquierda Democrática y se presentó sin éxito como candidata en Kildare en las elecciones generales de 1992 y 1997.
Se opuso a la fusión de la Izquierda Democrática con el Partido Laborista en 1998, criticando al partido como "oportunista". También afirmó que se negaría a unirse a una entidad fusionada. Sin embargo, en las elecciones locales de 1999, fue reelegida para el Consejo del Condado de Kildare en representación del Partido Laborista, y también ganó un escaño en el consejo municipal de Leixlip.

### Candidata independiente
Dimitió del Partido Laborista en junio de 2003, a causa de "intrigas internas destructivas". Se presentó como independiente en las elecciones locales de 2004 y fue reelegida para ambos escaños del consejo, encabezando las encuestas.
Charlie McCreevy, diputado del Fianna Fáil por Kildare North, dimitió del Dáil en noviembre de 2004, cuando fue nombrado comisario europeo. Murphy se presentó como candidata independiente en las elecciones para sustituir a McCreevy de marzo de 2005 y ganó el escaño. 
En las elecciones generales de 2007 perdió su escaño. En julio de 2008 recuperó el cargo municipal que había ocupado antes de su elección como diputada cuando el concejal que la reemplazó, Gerry McDonagh, renunció a su escaño.
Fue reelegida para el consejo en las elecciones locales de 2009, encabezando la encuesta con más de 2.000 votos más que la cuota mínima. También fue reelegida para el Concejo Municipal de Leixlip.
Murphy recuperó su escaño en el Dáil después de las elecciones generales de 2011. Ella formaba parte del grupo técnico de independientes, donde ocupó la jefatura del grupo.

### Socialdemócratas
El 15 de julio de 2015 Murphy lanzó el partido Socialdemócratas junto con el exdiputado independiente Stephen Donnelly y la exdiputada del Partido Laborista Róisín Shortall.
El 22 de febrero de 2023, Murphy y Shortall anunciaron que renunciarían como colíderes de los Socialdemócratas. Fueron sucedidos por Holly Cairns el 1 de marzo. El 2 de julio de 2024, ella y Shortall anunciaron que no se presentarían a las próximas elecciones generales.